# تشاك فوري
تشاك فوري هو سياسي كندي، ولد في 6 مارس 1954 في Avondale, Newfoundland and Labrador ‏ في كندا. نشط حزبياً في الحزب الليبرالي في نيوفندلاند ولابرادور ‏.